# 松山将樹
松山 将樹（まつやま まさき、1970年6月2日 - ）は、日本中央競馬会 (JRA) ・美浦トレーニングセンターに所属している調教師。

## 来歴
学生時代は馬主にあこがれ、公認会計士か税理士になろうと思ったことがあったという。神奈川県立川和高等学校を経て明治大学法学部卒業後は牧場で勤務していた。
1997年、7月に日本中央競馬会競馬学校厩務員課程に入学した。
1998年、1月に同校を卒業し、美浦・成宮明光厩舎所属の厩務員となり、のちに調教厩務員となった。
1999年、4月から美浦・平井雄二厩舎所属となり、6月に調教助手に転身した。
2007年、2月に調教師免許を取得する。
2008年、3月1日付で厩舎を18馬房で開業した。同日には粕谷昌央厩舎、鹿戸雄一厩舎、野中賢二厩舎も開業している。開業時の管理馬には定年や勇退で解散となった加賀武見厩舎から7頭、笹倉武久厩舎から2頭、矢野進から2頭の移籍馬が含まれている。
開業から1か月後、加賀武見厩舎から移籍したデヴェロッペで桜花賞に出走し初重賞出走がGIとなる。
2017年の浦和記念をマイネルバサラで制し、重賞初制覇を飾る。
2018年6月23日、東京7Rをサムシングフレアで勝ち、JRA通算100勝を達成した。

## 調教師成績
|                | 日付           | 競馬場・開催  | 競走名       | 馬名               | 頭数 | 人気 | 着順 |
| -------------- | -------------- | ------------- | ------------ | ------------------ | ---- | ---- | ---- |
| 初出走         | 2008年3月1日   | 2回中山1日9R  | きんせんか賞 | コスモビット       | 16頭 | 15   | 12着 |
| 初勝利         | 2008年4月13日  | 1回福島2日9R  | 4歳上500万下 | ノーキュアノーペイ | 15頭 | 2    | 1着  |
| 重賞・GI初出走 | 2008年4月13日  | 2回阪神6日11R | 桜花賞       | デヴェロッペ       | 17頭 | 11   | 15着 |
| 重賞初勝利     | 2017年11月23日 | 7回浦和4日10R | 浦和記念     | マイネルバサラ     | 11頭 | 5    | 1着  |

### おもな管理馬
※括弧内は当該馬の優勝重賞競走、太字はGI級競走。
- マイネルバサラ （2017年浦和記念）